# Unión Industrial de la Provincia de Buenos Aires
La Unión Industrial de la Provincia de Buenos Aires (UIPBA) es una asociación civil de carácter gremial empresario de la provincia de Buenos Aires, Argentina. La entidad fue creada el 29 de mayo de 1978, en respuesta a la necesidad de contar con una entidad gremial empresaria que representara a los industriales de la provincia de Buenos Aires.

## Actividades
La Unión Industrial de la Provincia de Buenos Aires (UIPBA) es una organización empresarial sin fines de lucro que representa a la actividad industrial radicada en la provincia de Buenos Aires, nucleando a cámaras territoriales, cámaras sectoriales y empresas individuales. Con un enfoque apartidario, la entidad fue creada el 29 de mayo de 1978 para promover los intereses sociales y económicos del sector en uno de los territorios más productivos del país.
UIPBA trabaja para fomentar políticas, propuestas y acciones que aumenten la competitividad y productividad de la industria bonaerense.  Además, representa al sector frente a los poderes públicos, organismos nacionales e internacionales. Cuenta con Departamentos Técnicos donde los socios obtienen información actualizada, acercan las problemáticas de sus sectores, territorios o empresas industriales, y participan de capacitaciones y charlas sobre las principales temáticas en agenda. En este ámbito trabajan temas de sustentabilidad, legislación laboral y política tributaria, entre otros. 
Anualmente, y de forma conjunta con RedParques, realiza Somos Industria, el gran evento de industrias y parques argentinos, en donde desarrolla un Congreso Industrial PyME.

## Autoridades
| Cargo                                                   | Titular                           |
| ------------------------------------------------------- | --------------------------------- |
| Presidente (En uso de licencia)                         | Rappallini, Martín                |
| Vicepresidente Primero (En ejercicio de la presidencia) | Gentile, Alejandro Sebastián      |
| Vicepresidente Segundo                                  | Dominguez Molet, Marcelo Ernesto  |
| Vicepresidente Tercero                                  | Perez Graziano, Rodrigo           |
| Vicepresidente Cuarto                                   | Ctibor, Eugenia                   |
| Vicepresidente Quinto                                   | Castagnini, Horacio Fabián        |
| Vicepresidente Sexto                                    | Colombo Mosetti, Patricio Gabriel |
| Vicepresidente Séptimo                                  | Harutiunian, Miguel               |
| Vicepresidente Joven                                    | Furtado, María                    |
| Secretario                                              | Mayo, Mariano Hernán              |
| Prosecretario 1°                                        | Rodríguez, Karin                  |
| Prosecretario 2°                                        | Leiter, Gabriel                   |
| Prosecretario 3°                                        | Wentinck, Irene                   |
| Prosecretario 4°                                        | Miron, Marcelo                    |